# Station Dobra Szczecińska
Station Dobra Szczecińska was een spoorwegstation in de Poolse plaats Dobra aan de lijn van Stobno Szczecińskie naar Dobra Szczecińska. De voormalige lijn van de Randower Kleinbahn lag voor 1945 in Duitsland en liep toen door naar Neuwarp (Nowe Warpno). De spoorlijn is in 1945 door het Rode Leger afgebroken en als herstelbetaling naar de Sovjet-Unie getransporteerd. Het In Polen gelegen traject van Stobno Szczecińskie naar Dobra Szczecińska is hersteld en was tot 1973 in gebruik.